# Дем Редулеску
Дем Редулеску (рум. Dem Rădulescu; при народженні Думітру Р. Радулеску; 21 вересня 1931 — 17 вересня 2000) — румунський актор театру, кіно та телебачення, академік. Він також був професором Національного університету театру і кіно Карагіале в Бухаресті.

## Особисте життя
Редулеску народився в Римніку-Вилча в родині купця. Після закінчення середньої школи Ніколае Бельческу (нині відомої як Національний коледж імені Олександра Лаговарі) у місті Римніку-Вилча йому довелося зробити вибір між кар'єрою професійного спортсмена (бокс) і акторською діяльністю. Його навіть нагородили золотою зіркою на чемпіонаті з боксу серед любителів.
У 1956 році він отримав першу премію за інтерпретацію «Steaguri pe turnuri» (він грав бандита Ріжикова) на конкурсі молодих акторів. Тоді він був розвіданий Сіке Александреску, що означало початок акторської кар'єри Редулеску. Редулеску подружився з Іоном Кояром і Лівіу Чулеєм ; пізніше він співпрацював для ролі Фарфуріді в O scrisoare pierdută, де в нього були виняткові актори як колеги: Rodica Tapalagă, Petre Gheorghiu, Стефан Баніка, Мірча Дьякону, Октавіан Котеску, Aurel Cioranu, і сам Цюлей. Лівіу Цюлей назвав Дема Редулеску «генієм акторської майстерності».
Помер від серцевого нападу 17 вересня 2000 року в Бухаресті після того, як раніше переніс інсульт.

## Вибрана фільмографія
- Таємниця шифру (1960)
- Телеграми (1960) — Ще один гравець у більярд
- Пляжні канікули (1963)
- Він був моїм другом (1963)
- В епоху кохання (1963) — Подагра
- Усмішка серед літа (1963) — Петрика
- Політика і… Делікатеси (1963)
- Кохання на нулі градусів (1964) — Брика
- Тож радіймо (1965) — спірея
- Родина Соймарести (1965) — Брехня, слуга Тудора Соймару
- Мереживні війни (1965)
- Біля воріт землі (1966) — Окунь
- Виправлення професора (1966) — Macearul
- Семеро чоловіків і дебоширка (1966) — полковник фон Шлерінг
- Підпілля (1967) — Олтяну
- Тричі Бухарест (1967) — (сегмент «Вимушена посадка»)
- Вершники їдуть (1968) — Mişu
- К. О. (1968) — Дробовик
- The Miscellaneous Brigade Goes Into Action (1970) — Гогу Стеріаде
- Б. Д. напоготові — Учитель пантоміми (1970) — Гогу Стеріада
- Протиневралгічний (1970, телевізійний короткометражний)
- Різна бригада по тривозі! (1970) — Гогу Стеріада
- Брати (1971) — Гогу Стеріада
- Б. Д. до гори і до моря (1971) — Гогу Стеріаде
- Б. Д. напоготові — Вдови з коротким терміном (1971) — Гогу Стеріада
- Сьогодні ввечері ми будемо танцювати вдома (1972) — Фемістокл
- Вероніка (1973) — Motanul Dănilă
- Вибух (1973) — Neagu
- Вероніка повертається (1973) — Motanul Dănilă
- Походження та еволюція транспортних засобів (1973, короткометражка)
- Фентезі-комедія (1975) — Чужий
- Серенада для XII поверху (1976) — Водій швидкої допомоги
- Прем'єра (1976) — Фаначе Верзеа
- Шведський стіл з мімози (1976, короткометражка)
- Венеція Буш (1977)
- Загублений лист (1977, телефільм) — Таче Фарфуріді
- Чесна гра (1977)
- Аурел Влайку (1977) — І. Л. Карагіале
- Я, ти і Овідіу (1978) — Тов. Йонеску
- Експрес Буфті (1978) — Режисер / дур
- Герб Афродіти (1979) — Ротару
- Кепка і капелюх (1979, короткометражка)
- Шантаж (1981)
- Салтімбанчі (1981) — Цезар Сіболі
- Поспішайте (1981)
- Романтичні долі (1981)
- У мене є ідея (1981) — трейнер 1
- Хвилинний мільйонер (1982, серіал)
- Стрибун на Північному полюсі (1983) — Сіболі
- Фрам (1983, серіал)
- Радісний плач (1984)
- Таємниця Бахуса (1984) — Стерея
- Галакс, ляльковий чоловік (1984) — проф
- Коана Чіріца (1986) — Григоріє Барзой
- Весна першокурсника (1987)
- Чіріца в Яссах (1987) — Григоріє Барзой
- Дивовижні пригоди мушкетерів (1988) — Мішельє (озвучка)
- Секрет секретної зброї (1988) — Великий радник
- Людина з Бузеу (1988, короткометражка)
- Сміття (1990)
- Запрошення (1993, короткометражка)
- Друге падіння Константинополя (1994)
- Висока політика (1994, короткометражка)
- Титанічний вальс (1994) — Спиридон «Спіраха» Нечулеску
- Заряджена атмосфера (1996, короткометражка) — (остаточна поява)